# Yvo Wettstein
Yvo Wettstein (* 1975 in Bern) ist ein Schweizer Violinist.

## Leben
Yvo Wettstein wuchs im Tessin auf und studierte Violine an der Musikhochschule Conservatorio della Svizzera Italiana (CSI) in Lugano bei Carlo Chiarappa. 1997 absolvierte er das Lehrdiplom. Weitere Studien führten ihn ans Konservatorium in Lausanne, wo er bei Pierre Amoyal und Patrick Genet das Konzertreifediplom erlangte. Schliesslich folgte im Jahre 2002 das Solistendiplom an der Musikhochschule in Luzern bei Giuliano Carmignola. Er belegte Meisterkurse am Mozarteum sowie in Paris und Brügge bei Gérard Poulet und Luca Pfaff.
Wettstein spielte interim mit dem Tonhalle-Orchester Zürich; er war von 2002 bis 2007 fixes Mitglied der Festival Strings Lucerne. Prägend für Wettstein ist die enge Zusammenarbeit mit dem Schweizer Komponisten Alfred Knüsel (* 1941); mehrfach interpretierte er dessen Werke und spielte Uraufführungen von dessen Kompositionen.
Wettstein spielt als Solist mit verschiedenen Orchestern, u. a. dem Luzerner Sinfonieorchester, dem Serenade Chamber Orchestra Yerevan und den Filarmonici di Verona. Als Kammermusiker konzertierte er in zahlreichen Duo- (u. a. mit Duofollia), Trio- und Quartettformationen. Mehrere CD-Aufnahmen wurden bei den Labels Oehms Classic, Sony Classic, ARTE NOVA Classics und Classics2000 veröffentlicht.
2004 gründete er gemeinsam mit weiteren Berufsmusikern das Kammermusikensemble Ensemble Varioso. Seit 2010 ist er Violinist des Luzia von Wyl Ensembles.
Bei Kammermusikkonzerten tritt er häufig zusammen mit der Mezzosopranistin Miriam Wettstein auf. Wettstein spielte und leitete auch gemeinsame Chor- und Kirchenkonzerte, so 2010 mit dem Orchestra Sinfonietta Variabile und dem Coro Misto di Locarno in Ascona und Massagno. Im Rahmen dieser Konzertreise trat Wettstein unter anderem als Solist in Antonio Vivaldis Violinkonzerten Die vier Jahreszeiten auf.
Er spielt eine Violine von Giuseppe Scarampella von 1871 und unterrichtet Violine an der Musikschule in Hergiswil NW.

## CD-Aufnahmen (Auswahl)
- Artemondi – Musica Per Teatro. Altrisuoni, 1991[7]
- Duofollia – Werke von Louis Spohr, Jean-Marie Leclair, Andreas Romberg, Henryk Wieniawski und Charles-Auguste de Bériot[4]
- Idioma. Serenade Chamber Orchestra Yerevan. Leitung: Eduard Topchjan. classic 2000 C2 /13[8]